# Административно-территориальное деление Украинской Народной Республики
| 1. Подляшье 2. Волынь 3. Погорина 4. Дреговицкая земля 5. Деревлянская земля 6. Киев 7. Черниговщина 8. Северщина 9. Посеймье 10. Слобожанщина 11. Харьков 12. Донетчина 13. Подонье 14. Половецкая земля 15. Азовская земля 16. Запорожье | 17. Новое Запорожье 18. Поморье 19. Одесса 20. Поднестровье 21. Брацлавщина 22. Подолье 23. Болоховская земля 24. Поросье 25. Побужье 26. Черкассы 27. Переяславщина 28. Посулье 29. Полтавщина 30. Самарская земля 31. Низ 32. Сечь |

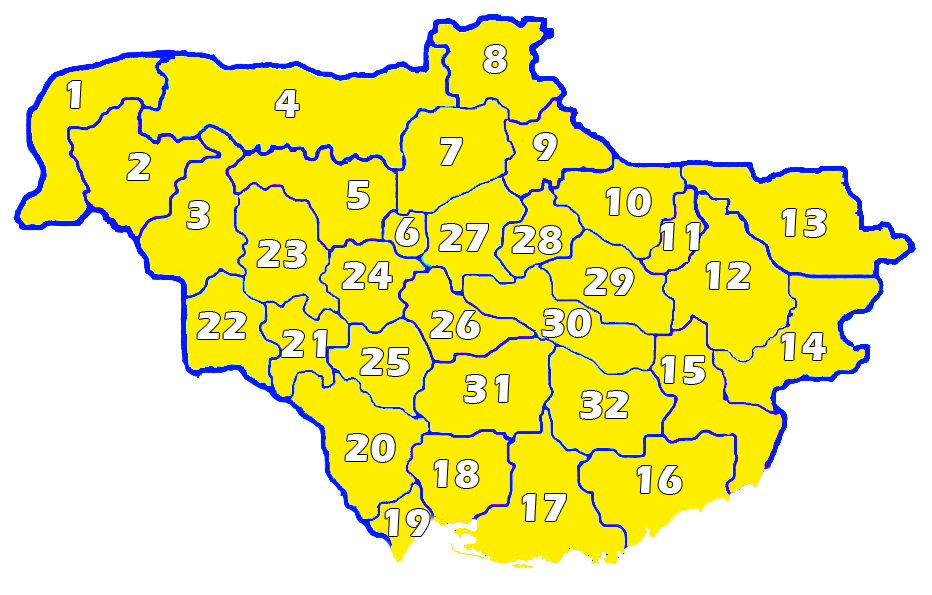
Административно-территориальное деление УНР:
1. Подляшье
2. Волынь
3. Погорина
4. Дреговицкая земля
5. Деревлянская земля
6. Киев
7. Черниговщина
8. Северщина
9. Посеймье
10. Слобожанщина
11. Харьков
12. Донетчина
13. Подонье
14. Половецкая земля
15. Азовская земля
16. Запорожье
17. Новое Запорожье
18. Поморье
19. Одесса
20. Поднестровье
21. Брацлавщина
22. Подолье
23. Болоховская земля
24. Поросье
25. Побужье
26. Черкассы
27. Переяславщина
28. Посулье
29. Полтавщина
30. Самарская земля
31. Низ
32. Сечь

9 февраля 1918 года в Брест-Литовске Украинская Народная Республика (УНР) и Центральные державы заключили сепаратный мирный договор, главным результатом которого стало признание Центральными державами Украины. 6 марта того же года, опираясь на Брестский договор, Центральная рада УНР приняла «Закон об административно-территориальном делении Украины». Примечательно, что по закону в состав УНР были включены в том числе территории, неподконтрольные её власти, такие как белорусское Полесье, часть территорий Курской, Воронежской и Холмской губерний. Бессарабия, Кубань, Крым и восточная часть Донбасса, претензии на которые впоследствии выдвинула Украинская держава, первоначально в состав гипотетической Украины не вошли, как и Галиция, Буковина и Закарпатье, входившие на тот момент в состав дружественной УНР Австро-Венгрии.
Устаревшее административно-территориальное деление Украины, введённое ещё в Российской империи, нуждалось в кардинальной переработке. Многие города, некогда имевшие второстепенное значение, расширились территориально и приросли населением. Так, Одесса и Николаев, закреплённые за Херсонской губернией, по количеству населения, уровню промышленности и торговли значительно опередили Херсон. Проект Центральной рады был принципиально иным: существует мнение, что сам Михаил Грушевский при разработке проекта административно-территориального деления предполагал, что на территории каждой земли должен был проживать приблизительно миллион человек. Таким образом, реформирование административно-территориального деления осуществлялось путём измельчения, что обосновывалось необходимостью укрепления государственной власти на местах.
Административно-территориальные единицы, на которые была разделена УНР, назывались землями. Всего их насчитывалось 30 (Дреговицкая земля и Подляшье были добавлены позднее). В каждую землю должно было войти в среднем по 3—4 уезда старых губерний. Земли, по замыслу авторов проекта, делились на волости, а волости — на общины. Центральная рада так и не успела регламентировать конкретные границы между землями, определив только приблизительные их территории, предложенные Грушевским: из-за сложной политической ситуации в государстве и отсутствия контроля центральной власти над многими заявленными территориями административно-территориальное деление УНР существовало лишь де-юре.
После установления власти Гетьмана Павла Скоропадского, известного своими реставрациоными монархическими взглядами в Украинской Державе было возвращено "старое" губернское (то есть подразделяющееся на губернии) административно-территориальное деление.
После прихода к власти Директории Украинская Народная Республика продолжала делиться на те губернии и округи, что и Украинская держава, но после Акта злуки в её составе появился новый регион — Западная область.

## Список земель УНР
| На карте | Название земли                                  | Земский центр      | Территория (по М. Грушевскому) |
| -------- | ----------------------------------------------- | ------------------ | --- |
|          | Азовская земля (укр. Озівська (Азовська) земля) | Мариуполь          | Мариупольский, Павлоградский уезды и часть Александровского уезда.                                                                           |
|          | Болоховская земля (укр. Болохівська земля)      | Житомир            | Житомирский и Новоград-Волынский уезды и части Бердичевского, Литинского и Винницкого уездов.                                                |
|          | Брацлавщина (укр. Брацлавщина)                  | Винница            | Винницкий, Брацлавский уезды, части Литинского, Липовецкого, Могилёвского и Ямпольского уездов.                                              |
|          | Волынь (укр. Волинь)                            | Луцк               | Владимирский, Ковельский, Луцкий и часть Дубенского уездов.                                                                                  |
|          | Деревская земля (укр. Деревська земля)          | Искоростень        | Радомышльский и Овручский уезды, Киевский уезд без южной части, северная часть Ровенского уезда.                                             |
|          | Донетчина (укр. Донеччина)                      | Славянск           | Змиевский, Изюмский, Волчанский и Купянский уезды, части Корочанского и Белгородского уездов.                                                |
|          | Дреговицкая земля (укр. Дреговицька земля)      | Мозырь             | не регламентирована (земля провозглашена после принятия закона)                                                                              |
|          | Запорожье (укр. Запоріжжя)                      | Бердянск           | Мелитопольский и Бердянский уезды. |
|          | Киев (укр. Київ)                                | Киев               | С границами по Ирпеню и Стугне, и за Днепром на 20 вёрст.                                                                                    |
|          | Низ (укр. Низ)                                  | Елисаветград       | Части Елисаветградского, Александровского и Верхнеднепровского уездов.                                                                       |
|          | Новое Запорожье (укр. Нове Запоріжжя)           | Херсон             | Днепровский уезд и часть Херсонского уезда.                                                                                                  |
|          | Одесса (укр. Одеса)                             | Одесса             | С территорией до Днестровского лимана. |
|          | Переяславщина (укр. Переяславщина)              | Прилуки            | Переяславский, Прилуцкий и Пирятинский уезды, части Козелецкого, Нежинского, Борзенского и Золотоношского уездов.                            |
|          | Побужье (укр. Побожжє)                          | Умань              | Уманский, Гайсинский уезды, части Липовецкого, Балтского и Елисаветградского уездов.                                                         |
|          | Погорина (укр. Погорина)                        | Ровно              | Ровенский, Острожский, Заславский, Кременецкий, а также южная часть Дубенского и западная часть Староконстантиновского уездов.               |
|          | Подляшье (укр. Підляшшя)                        | Брест              | не регламентирована (земля провозглашена после принятия закона)                                                                              |
|          | Поднестровье (укр. Подністров'я)                | Могилёв-Подольский | Ольгопольский, Тираспольский уезды, части Ямпольского, Балтского и Ананьевского уездов.                                                      |
|          | Подолье (укр. Поділля)                          | Каменец-Подольский | Каменецкий, Проскуровский, Ушицкий уезды, части Могилёвского и Староконстантиновского уездов.                                                |
|          | Подонье (укр. Подоння)                          | Острогожск         | Новооскольский, Бирюченский, Острогожский и Богучарский уезды, части Корочанского и Старобельского уездов.                                   |
|          | Половецкая земля (укр. Половецька земля)        | Бахмут             | Старобельский, Славяносербский и Бахмутский уезды.                                                                                           |
|          | Полтавщина (укр. Полтавщина)                    | Полтава            | Зеньковский, Полтавский уезд и Константиноградский уезды, части Миргородского, Хорольского, Валковского, Ахтырского и Богодуховского уездов. |
|          | Поморье (укр. Помор'я)                          | Николаев           | Одесский уезд, части Ананьевского, Елисаветградского и Херсонского уездов.                                                                   |
|          | Поросье (укр. Поросся)                          | Белая Церковь      | Васильковский, Сквирский, Таращанский уезды, а также южная часть Бердичевского уезда.                                                        |
|          | Посеймье (укр. Посем'я)                         | Конотоп            | Кролевецкий, Глуховский, Конотопский и Путивльский уезды.                                                                                    |
|          | Посулье (укр. Посулля)                          | Ромны              | Роменский, Лохвицкий, Гадячский уезды, части Лубенского и Миргородского уездов.                                                              |
|          | Самарская земля (укр. Самарська земля)          | Кременчуг          | Кременчугский, Кобелякский и Новомосковский уезды, части Золотоношского и Хорольского уездов.                                                |
|          | Северщина (укр. Сіверщина)                      | Стародуб           | Мглинский, Суражский, Новозыбковский, Стародубский и Новгород-Северский уезды.                                                               |
|          | Сечь (укр. Січ)                                 | Екатеринослав      | Екатеринославский уезд, части Верхнеднепровского, Херсонского, Новомосковского и Александровского уездов.                                    |
|          | Слободщина (укр. Слобідщина)                    | Сумы               | Сумский, Лебединский, Суджанский и Гайворонский уезды, части Ахтырского и Богодуховского уездов.                                             |
|          | Харьков (укр. Харків)                           | Харьков            | С уездом и частями Валковского и Белгородского уездов.                                                                                       |
|          | Черкасская земля (укр. Черкаська земля)         | Черкассы           | Черкасский, Каневский, Чигиринский уезды, а также часть Звенигородского уезда.                                                               |
|          | Черниговщина (укр. Чернігівщина)                | Чернигов           | Черниговский, Городнянский, Остерский и Сосницкий уезды, части Козелецкого, Нежинского и Борзенского уездов.                                 |

## Упразднение
29 апреля 1918 года, после разгона Центральной рады и провозглашения Украинской державы во главе с гетманом Скоропадским, «Закон об административно-территориальном делении Украины» был отменён. Новые власти вернули деление государства на губернии. 14 декабря того же года гетманский режим пал, а УНР была восстановлена, однако вопрос об административно-территориальном делении её руководством больше не поднимался. Это было обусловлено обострением военных действий армии УНР против Польши, Советской России и белогвардейских Вооружённых Сил Юга России, не позволявших сохранять постоянный контроль над заявленными территориями УНР.

## Административное деление при Директории
Во время правления Директории УНР делилась на 9 губерний (Киевская, Полтавская, Черниговская, Харьковская, Екатеринославская, Херсонская, Волынская, Холмская, Подольская), 2 округа (Полесский и Таврический) и 1 область (Западная область).